# ジョン・ホースト
ジョン・ホースト（Jon Horst）ことジョナサン・ランドール・ホースト（Jonathan Randall Horst 1983年4月16日 - ）は、ミシガン州出身の元カレッジバスケットボールの選手で現在はプロバスケットボール指導者。2017年6月16日からNBAのミルウォーキー・バックスのゼネラル・マネージャーを務めている。2019年6月24日にNBAエグゼクティブオブザイヤーに選ばれた。

## 経歴

### 大学プレーヤー
ロチェスター大学のバスケットボールチームでプレーし、2004年と2005年に連続して米国大学体育協会(NSCAA)の全国選手権で優勝した。

### 指導者
2007年8月から2008年4月までデトロイト・ピストンズのバスケットボールオペレーションマネージャーを務め、2008年4月から2017年6月までミルウォーキー・バックスのバスケットボールオペレーションディレクターを務めた 。
2017年6月にオーランド・マジックに転出したジョン・ハモンドを引き継ぎ、ミルウォーキー・バックスのゼネラル・マネージャーに就任した。 2018–19 NBAシーズンの後、2019年NBAエグゼクティブオブザイヤー賞を受賞した。バックスはリーグ最高の60–22の記録を達成し、2019年NBAプレーオフでイースタン・カンファレンスの決勝まで進んだ。2019年6月7日、バックスとの契約延長に署名した。
2021年7月20日、ミルウォーキー・バックスはNBAチャンピオンとなった。